# Hrib pri Cerovcu
Hrib pri Cerovcu je naselje u slovenskoj Općini Semiču. Hrib pri Cerovcu se nalazi u pokrajini Dolenjskoj i statističkoj regiji Donjoposavskoj regiji. 

## Stanovništvo
Prema popisu stanovništva iz 2002. godine naselje je imalo 13 stanovnika.